# Rio Reuss
O rio Reuss é um rio da Suíça, e um dos principais afluentes do rio Aar. É o quarto mais longo rio da Suíça, depois dos rios Reno, Aar e Ródano. O Reuss nasce no maciço de Aar-Gothard, perto do passo de São Gotardo, a uma altitude de 2 431 m. Este forma o vale de Andermatt e logo chega ao lago dos Quatro Cantões (ou lago de Lucerna), donde este segue seu caminho quando sai da cidade de Lucerna, dirigindo-se para o norte, onde desemboca no rio Aar. 

## História

### Nome
Ptolomeu registra o nome pré-germânico do rio como Silana (daí o nome de Silenen). O nome germânico é atestado como Rusa, Rusia do século 9 (às vezes registrado como Ursa no início do período moderno, cf Urseren), de um germânico antigo *Rūsi, oblíquo *Rūsjō-.
Greule (1982) interpreta o nome como um hidrônimo europeu antigo, diretamente cognato com Riß.  Por causa do registro de Ptolomeu do nome pré-germânico Silana, é possível que apenas parte do rio fosse conhecida como *Rūsi na antiguidade; alternativamente, *Rūsi tem sido interpretado como um nome puramente germânico introduzido com o assentamento germânico no início do período medieval, uma derivação de OHG rūsa, riusa "armadilha para peixes".

### Upper Reuss
Até o século 13, o desfiladeiro de Schöllenen era intransitável, separando Urseren de Uri. Urseren era acessível via Furka e Oberalp, e estava sob a influência do bispado de Chur.
A principal área de assentamento de Uri era a planície do estuário de Reuss Altdorf (Reussebene). Os assentamentos tendiam a se formar em ambos os lados do rio, enquanto o próprio rio era frequentemente considerado um limite comunal ou paroquial.
O desfiladeiro de Schöllenen tornou-se transitável na década de 1230, abrindo o acesso ao Passo de São Gotardo. Isso resultou em um imenso aumento do valor estratégico do vale de Reuss, conforme refletido na concessão de imediatismo imperial a Uri e no cenário político mais amplo da fundação da Antiga Confederação Suíça.
O Reuss foi canalizado entre Attinghausen e Altdorf em 1850-1863, e até a foz do rio em 1900-1912, aumentando significativamente a terra arável na planície de Reuss. Um pequeno delta de rio foi reconstruído em 1985. Após as inundações em 1987, medidas aprimoradas de controle de inundações foram construídas durante 1995-1999.
Uma pequena usina hidrelétrica foi construída no desfiladeiro de Schöllenen para a construção do túnel de São Gotardo em 1875. Usinas hidrelétricas maiores foram construídas em Amsteg (1922), Wassen (1949) e Göschenen (1962).

### Lower Reuss
O baixo Reuss flui ao longo de uma série de antigos lagos glaciais. Os assentamentos ao longo do rio foram construídos em morenas laterais, enquanto o próprio leito do rio era pantanoso e sujeito a inundações e, portanto, inadequado para assentamento. As travessias de rios mais antigas estão ao longo de morenas terminais entre os antigos lagos glaciais.
O vale de Reuss estava sob o domínio austríaco dos Habsburgos durante o século 14.
No século XV, o Reuss tornou-se a fronteira entre os territórios da Confederação Suíça, em 1429 entre Lucerna e Zurique, e mais tarde entre Zug, Zurique e o condomínio Freie Ämter, entre Freie Ämter e Baden, e entre Baden e Berna. O Reuss a jusante de Ottenbach passou a ficar dentro de Argóvia com a criação deste cantão em 1803.
A Reuss tinha o status de "estrada imperial" (freie Reichsstrasse) no final do período medieval. Até 1798, era responsabilidade das autoridades cantonais (os Reussherren de Lucerna e Zug) manter o rio navegável. O rio era importante como via navegável para o tráfego entre Lucerna e Zurzach, e via Aare e Reno até Basileia, até a construção de estradas de trânsito no século 18. As travessias de rio por balsa no período medieval estavam em Lunkhofen (mencionado em 1160), Windisch, Sins, Mühlau, Oberrüti e Dietwil. A travessia em Lunkhofen estava na rota principal de Zurique a Berna. As pontes sobre o Reuss estavam em Lucerna, Bremgarten (1230), Mellingen (mencionada em 1253) e Gisikon (1432). Em 1528, os cantões católicos bloquearam as rotas comerciais através do Reuss para os cantões protestantes e o comércio entre Zurique e Berna foi redirecionado através de Windisch.
Como balsas e pontes eram uma fonte de renda, a construção de novas travessias foi contestada durante o início do período moderno, e apenas uma nova ponte foi construída, encomendada por Zug, em Sins (1640). Novas pontes foram construídas somente após o colapso da Antiga Confederação Suíça, por exemplo, em Windisch (1799), Ottenbach (1864) e Mühlau (1940).
No final do século 20, havia mais de uma dúzia de travessias do baixo Reuss, incluindo várias pontes ferroviárias e rodoviárias.
Projetos de canalização em 1648 (Hans Conrad Gyger) e 1809 (Johann Gottfried Tulla) não foram realizados.
Em 1840, Argóvia construiu alguma canalização, com impacto limitado. Um projeto de engenharia fluvial em grande escala foi concluído entre 1971 e 1985 (Reusstalsanierung). A usina hidrelétrica de Bremgarten-Zufikon foi construída em 1893 e ampliada em 1975 (reservatório de Flachsee).